# Cao nguyên Măng Đen
Cao nguyên Măng Đen (còn được gọi là cao nguyên Kon Plông) là một cao nguyên nằm trên địa bàn huyện Kon Plông, tỉnh Kon Tum, Việt Nam.
Cao nguyên này nằm về phía đông tỉnh Kon Tum, cách thành phố Kon Tum khoảng 60 km theo Quốc lộ 24 đi Quảng Ngãi. Đây là khu vực có khí hậu thời tiết mát mẻ quanh năm, có nhiều cảnh quan đẹp, đặc biệt là khu rừng nguyên sinh, rừng thông lâu năm, nhiều thác nước, suối hồ có tiềm năng lớn về du lịch. Ngoài ra, hiện nay nơi đây vẫn còn lưu giữ truyền thống văn hóa bản địa. Măng Đen được ví như Đà Lạt thứ hai của Việt Nam.

## Đặc điểm

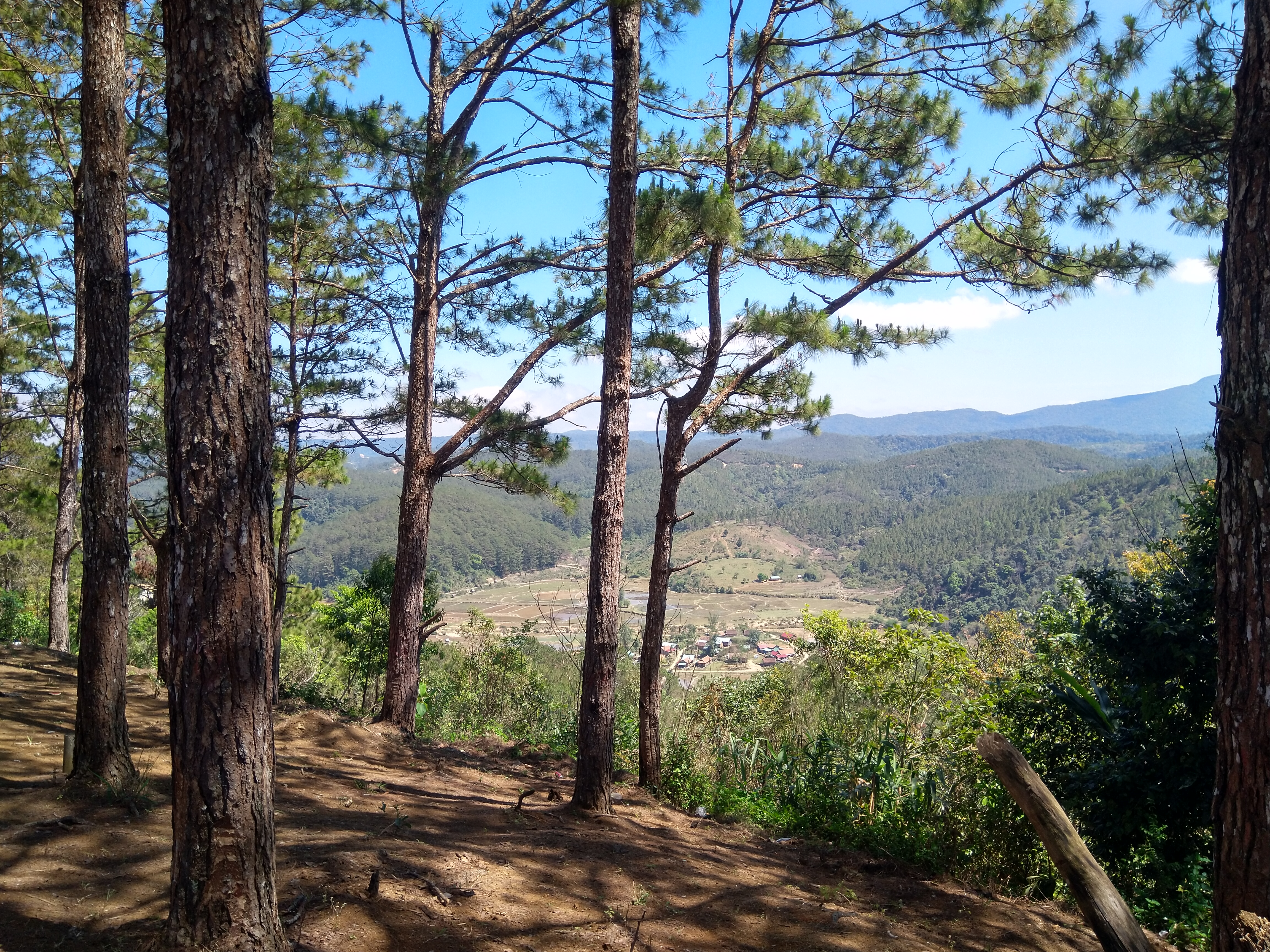
Cao nguyên Măng Đen

Cao nguyên nằm trên dãy Trường Sơn, ở độ cao trung bình 1.200 m, điểm cao nhất ở núi Ngok Krinh ở độ cao 2066 m, có khí hậu tương tự như cao nguyên Lâm Viên ở Lâm Đồng. Thuận lợi cho việc trồng các loại rau, hoa quả xứ lạnh.

## Vị trí
Nằm trên dãy Trường Sơn theo hướng tây bắc-đông nam, phía đông và phía nam là cao nguyên Kon Hà Nừng, phía đông thấp dần với ranh giới tỉnh Quảng Ngãi, phía bắc là quần thể núi Ngọc Linh